# Donggongon
Donggongon ist eine Kleinstadt im Distrikt Penampang in der West Coast Division. Die Stadt liegt im Westen von Sabah, Malaysia. Sie grenzt an Kota Kinabalu und hat damit quasi den Status einer Vorstadt.

## Demographie
Die Bevölkerung von Donggongon beträgt laut der letzten Volkszählung 1.387 Einwohner, von denen die Mehrzahl den Kadazan-Dusun und der chinesischen Bevölkerung angehört.

## Namensherkunft
Der Name Donggongon bedeutet in der Sprache der Kadazan so viel wie „Unterschlupf“ oder „Ruheplatz“ und stellt die historische Rolle des Ortes als Zwischenstopp der Händler auf ihrer Reise von den Bergen zur Küste heraus.

## Einrichtungen
In Donggongon befinden sich wichtige Einrichtungen des Distrikts wie das Hauptquartier der Polizei, die Bücherei und die Sportanlagen. Donggongon hält donnerstags und freitags einen großen tamu (Markt) ab, der Tausende von Menschen anzieht. Der Markt ist für seine traditionellen handwerklichen Produkte wie Armreifen, Kopfspangen und Gongs bekannt. Die Stadt wirbt außerdem damit, dass man hier das längste Einkaufszentrum in Sabah, den 2010 eröffneten Megalong Shopping Complex, finde.

## Sehenswürdigkeiten

### Kirche St. Michael
Die Sankt-Michael-Kirche in Donggongon ist die älteste Kirche im Distrikt Penampang. Sie liegt auf einem steilen Hügel. Der Grundstein für die Kirche wurde am 29. September 1936, am Fest zu Ehren von St. Michael, gelegt. Während des Zweiten Weltkriegs wurden lediglich die Außenmauern fertiggestellt, ein Umstand, der das Gebäude wahrscheinlich vor der Bombardierung bewahrte. Die Fertigstellung der Kirche erfolgte schließlich 1947.

### Sankt-Michael-Schule
Die katholischen Missionare in Penampang begannen 1888 mit dem Schulunterricht für die eingeborene Bevölkerung. Die Schule ist damit nach der gleichnamigen Schule in Sandakan die zweitälteste in Sabah. Das erste Schulgebäude wurde am Fuße des Hügels aus Bambusstämmen und Palmenholz gebaut und erhielt den Namen St. Michael’s School. 1924 ließ Rev. Fr. Verhoeven ein zweistöckiges Schulgebäude errichten, dass gleichzeitig als Kirche, als Schule, als Internat und als Wohnstätte für die Priester diente. Dieses Gebäude diente bis 1966 als Schulgebäude. Der heutige „alte Block“ wurde 1958 durch Rev. Fr. Michael Henselmans errichtet.
Im Zuge der Umwandlung ehemaliger englischsprachiger Missionsschulen in malaysisch-sprachige Nationalschulen in den 1980er Jahren wurde die Schule in St. Michael School umbenannt und in den 2000er Jahren erhielt sie den heutigen Namen SMK St. Michael Penampang.

### Denkmal für Peter Mojuntin
Eine überlebensgroße Statue in der Ortsmitte erinnert an Peter Mojuntin, den Goldenen Sohn der Kadazan. Peter Mojuntin war einer der Politiker, die bei der Double Six Tragedy am 6. Juni 1976 ums Leben kamen. Sein Name steht auch für den Widerstand der christlichen Bevölkerung Donggongons gegen die Ausweisung christlicher Missionare im Rahmen der Islamisierungsbestrebungen Tun Mustaphas.